# Norrgaån

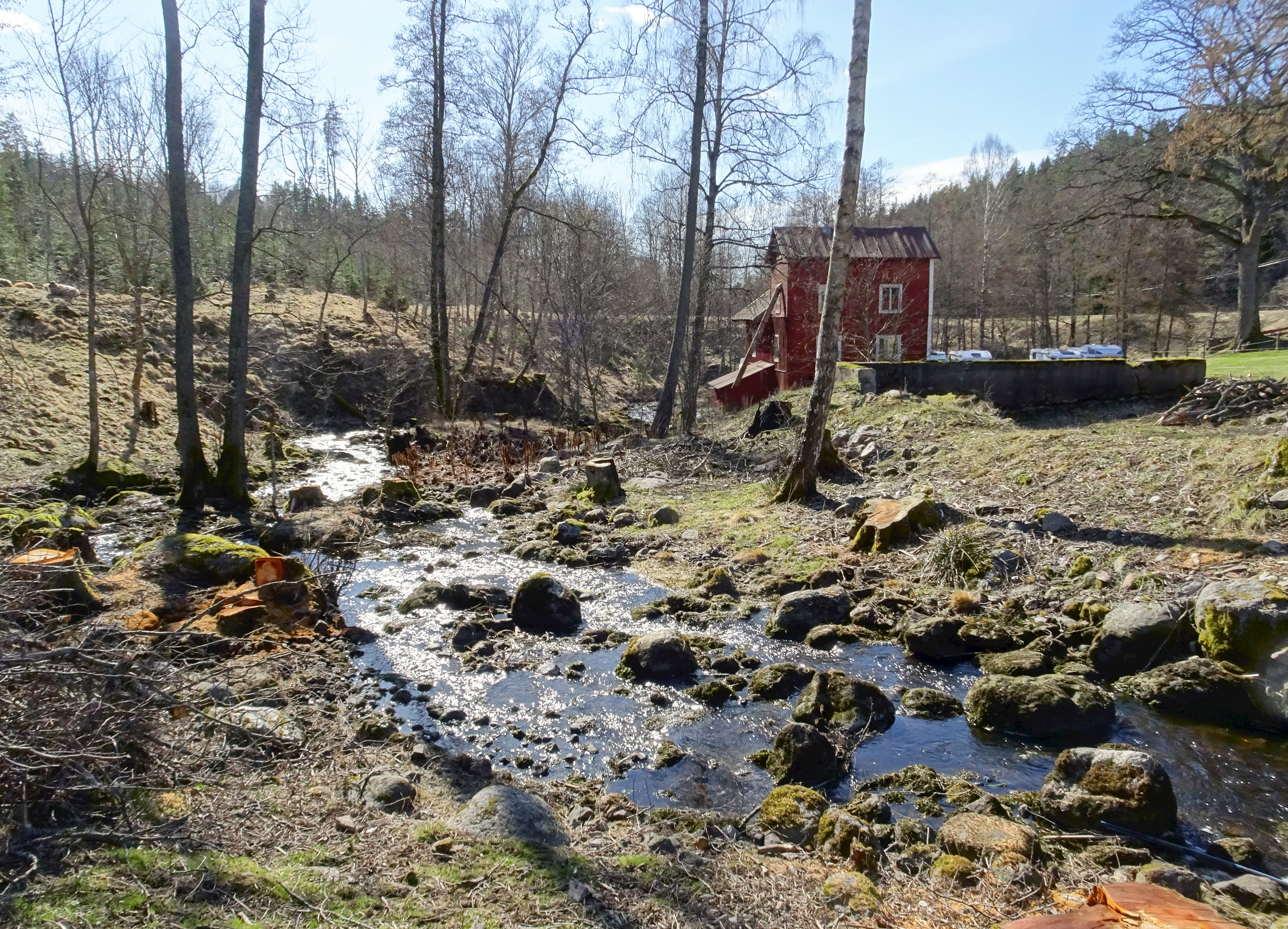
Norrgaån med Norrga kvarn i bakgrunden, april 2021.

Norrgaån är ett vattendrag i Botkyrka kommun som förbinder sjön Getaren med Kagghamraån. Norrgaån ingår i Kagghamraåns sjösystem.
Norrgaån har fått sitt namn av gården Norrga och Norrga kvarn som drevs av vatten från ån. Det har stått kvarnar vid Norrga sedan 1500-talet. I en jordebok från 1636 finns en karta över Norrga gårds ägor med tre kvarnar vid Norrgaån. Kvarnen som står där idag är byggd 1847.